# 四川力达士足球俱乐部
四川力达士足球俱乐部是中國的一家足球俱乐部，曾參加中国足球协会乙级联赛，主場位於都江堰市。2013年10月，四川力达士石油化工有限公司决定成立组建四川力达士足球俱乐部，該公司四川省足管中心合作，並以四川U20队作为四川力达士的班底。2014年，四川力达士正式成立，董事长兼总经理為四川力达士石油掌管人艾雅康的女兒艾如。
2015年，四川力达士因拖欠工资，因而未能参加中乙联赛。
2019年1月，四川力达士正式註銷。